# 만자로
만자로(Manjaro)는 오픈 소스 운영체제로서 아치 리눅스를 기반으로 하는 리눅스 배포판이다. 오스트리아, 프랑스, 독일에서 개발하는 만자로 리눅스는 아치 리눅스를 사용하기 쉽도록 하는 데 중점을 둔다. 만자로 리눅스는 롤링 릴리스 모델을 채택하고 있으며 32비트와 64비트 버전을 제공하고 있다.

## 아치 리눅스와의 관계
만자로 리눅스는 아치 리눅스를 기반으로 하므로 아치 리눅스 사용자 저장소(AUR)와 아치 리눅스의 자체 패키지 관리자인 팩맨을 사용한다. 그리고 만자로의 자체 패키지 저장소인 unstable, testing, stable도 있다.